# SteamWorld Heist
SteamWorld Heist est un jeu vidéo de stratégie au tour par tour développé et édité par Image & Form, sorti en 2015 sur Windows, Mac, Linux, Wii U, Nintendo Switch, PlayStation 4, Nintendo 3DS, PlayStation Vita et iOS. Le jeu sort également le 10 mars 2020 sur Google Stadia.

## Accueil
- Jeuxvideo.com : 15/20[1]